# Фиагдон
Фиагдо́н (Фиаг-Дон; осет. Фыййагдон) — горная река в Северной Осетии, правый приток Ардона (бассейн Терека). Устье реки находится в 4 км по правому берегу реки Ардон. Длина реки составляет 75 км.
Площадь водосборного бассейна — 714 км². Средний расход воды — 29 м³/с. Высота истока — 1903 м над уровнем моря.
Ущелье, по которому протекает Фиагдон, называется Куртатинским и относится к Алагирскому району Северной Осетии.
На реке стоят: горняцкий посёлок Верхний Фиагдон, православный Аланский Свято-Успенский мужской монастырь, несколько сёл, в том числе ныне нежилых.

## Этимология
Название реки в народе возводят к фиййаг — «деревянная лопата» и дон — «вода», «река». По словам старожилов, когда-то Куртатинское ущелье целиком было покрыто густым лесом, а река Фиагдон — мхом. Первые поселенцы ущелья с помощью лопат расчищали русло реки, чтобы брать из неё воду.

## Данные водного реестра
По данным государственного водного реестра России относится к Западно-Каспийскому бассейновому округу, водохозяйственный участок реки — Ардон. Речной бассейн реки — реки бассейна Каспийского моря междуречья Терека и Волги.
Код объекта в государственном водном реестре — 07020000112108200003368.